# Municipalitatea Soufli
Municipalitatea Soufli este o municipalitate din regiunea Macedoniei de Est și Tracia care a fost înființată la 1 ianuarie 2011 cu Programul „Kallikratis” din fuziunea municipalităților preexistente Orfeas, Soufli și Tychero.
Sediul său este orașul Soufli. Este a opta municipalitate ca mărime din Grecia cu o suprafață de 1.326 kmp. Populația sa permanentă este de 11.709 de locuitori conform recensământului din 2021.

Steagul Traciei, simbol al revoluționarilor traci din 1821

Municipalitatea a găzduit un habitatul deosebit de important al Dadiei până la distrugerea sa completă de către un incendiu de pădure în 2023 în timp ce pădurea pietrificată din Fylaktos, cea mai bine conservată din Europa, este de asemenea situată în această municipalitate.
Principala ocupatie a locuitorilor este agricultura. Sunt cultivate produse precum grâu, porumb, floarea soarelui, sfeclă de zahăr și sparanghel. De asemenea, un număr considerabil din populație este angajată în creșterea animalelor.

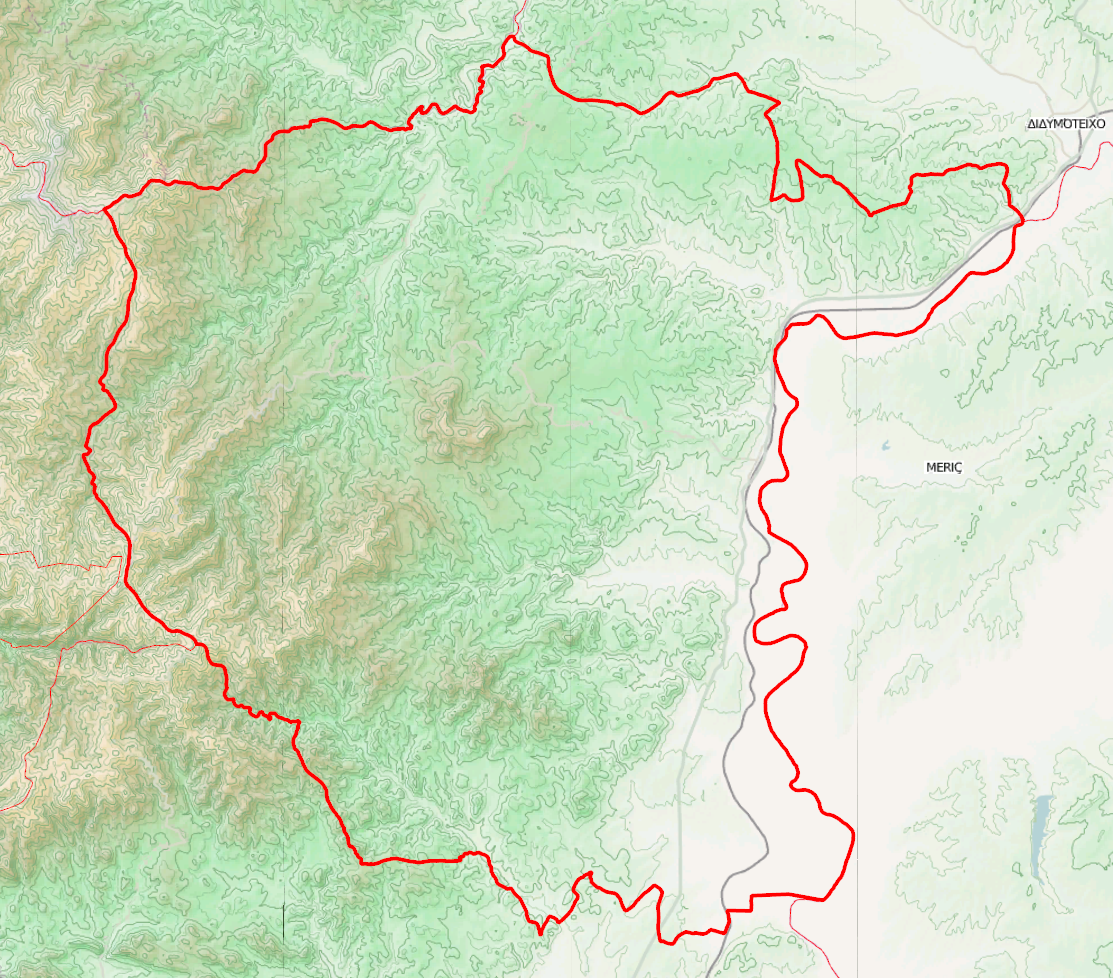
Harta topografică a municipalității Soufli